# Gare de Mollem
La gare de Mollem (station Mollem en néerlandais) est une gare ferroviaire belge de la ligne 60 de Jette à Termonde située à Mollem, section de la commune de Asse dans la province du Brabant flamand en région flamande.
C’est une halte voyageurs de la Société nationale des chemins de fer belges (SNCB-NMBS) desservie par des trains Suburbains (S) des lignes S3 et S10 du (futur) RER Bruxellois.

## Situation ferroviaire

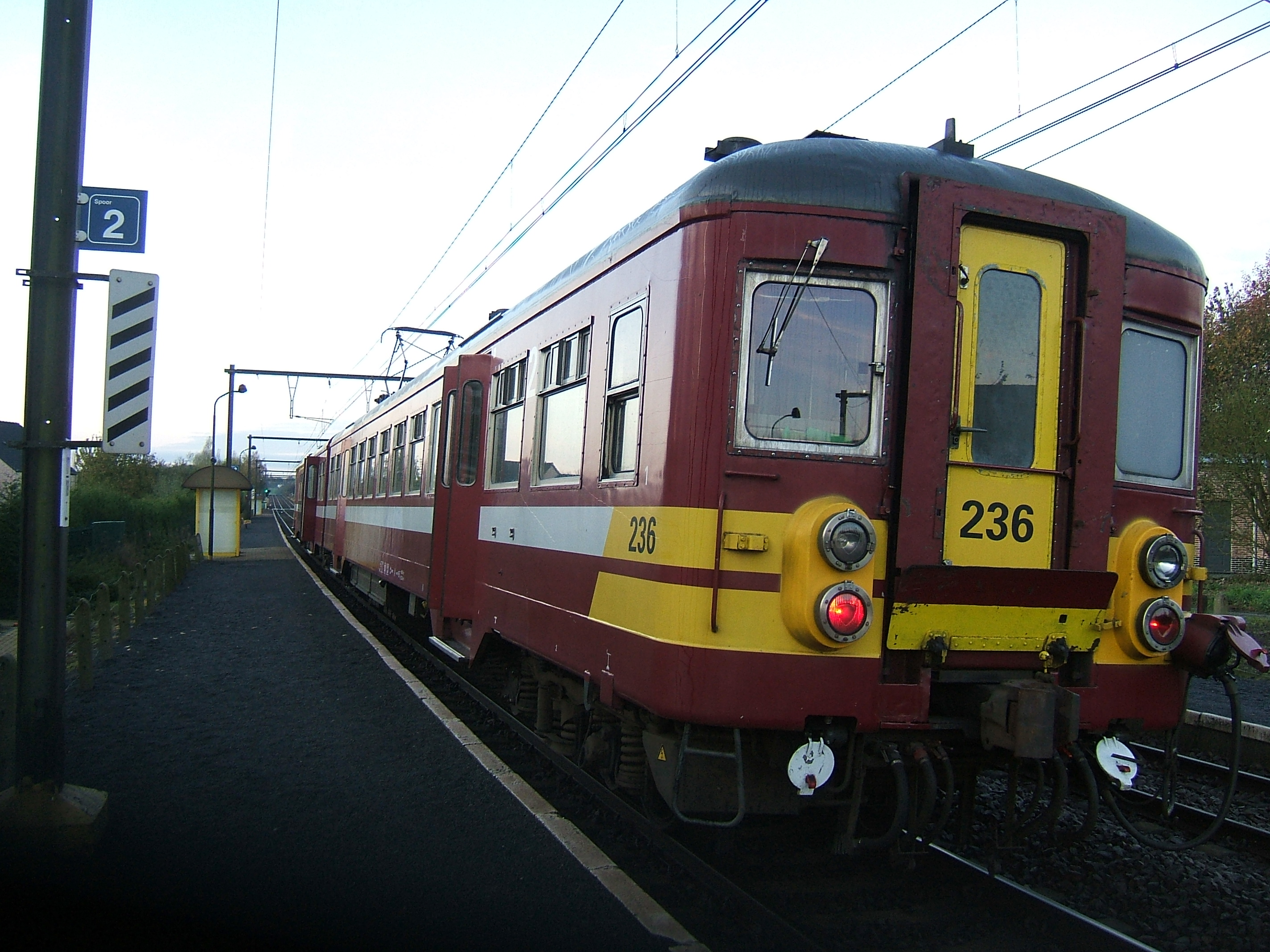
Train en gare (2008).

Établie au point kilométrique (pk) 13,10 de la ligne 60, de Jette à Termonde, la gare de Mollem se trouve entre les gares ouvertes d'Asse et de Merchtem.

## Histoire
L’ « arrêt de Molhem » est mis en service le 15 juillet 1884 sur une section de la ligne de Termonde à Jette mise en service le 18 mai 1879 par les Chemins de fer de l'État belge. C’est un simple point d’arrêt réservé aux voyageurs et administré depuis la gare d'Opwijk.
Le 15 septembre 1896, elle devient une halte ouverte à certaines marchandises mais dépourvue de rampe de déchargement.
Le 19 octobre 1937 la gare change de nom : elle s'appelle désormais « Mollem » au lieu de Molhem.
Elle est depuis redevenue un simple point d’arrêt sans personnel ; il semble que Mollem n'ait jamais été doté d'un bâtiment de gare. En 2010, les quais ont été rénovés et surhaussés.

## Service des voyageurs

### Accueil
C'est un point d'arrêt non géré (PANG), à accès libre.

### Desserte
Mollem est desservie par des trains Suburbains (S), de la SNCB (voir brochure SNCB,).
En semaine, la desserte comporte des trains S3 entre Termonde et Zottegem via Bruxelles et des trains S10 entre Bruxelles-Midi et Termonde via la gare de l'ouest, au rythme d'un par heure chacun.
Le dernier train de la journée est un InterCity (IC) reliant Courtrai à Termonde en desservant tous les arrêts intermédiaires entre Jette et Termonde (les autres IC de la ligne sont directs).
Les week-ends et jours fériés, la desserte se limite à des trains S10 entre Bruxelles-Midi et Termonde qui circulent toutes les heures.

### Intermodalité
Il n'y a pas de stationnement possible à proximité immédiate de la halte.

## Comptage voyageurs
Ce graphique et tableau montre le nombre de voyageurs embarquant en moyenne durant la semaine, le samedi et le dimanche.
| Nombre de passagers qui embarquent à la gare de Mollem | Nombre de passagers qui embarquent à la gare de Mollem | Nombre de passagers qui embarquent à la gare de Mollem | Nombre de passagers qui embarquent à la gare de Mollem |
|                                                        | Semaine                                                | Samedi                                                 | Dimanche                                               |
| ------------------------------------------------------ | ------------------------------------------------------ | ------------------------------------------------------ | ------------------------------------------------------ |
| 1977                                                   | 301                                                    | 64                                                     | 49                                                     |
| 1978                                                   | 297                                                    | 61                                                     | 47                                                     |
| 1979                                                   | 287                                                    | 64                                                     | 64                                                     |
| 1980                                                   | 292                                                    | 56                                                     | 39                                                     |
| 1981                                                   | 296                                                    | 64                                                     | 60                                                     |
| 1982                                                   | 341                                                    | 54                                                     | 37                                                     |
| 1983                                                   | 338                                                    | 56                                                     | 28                                                     |
| 1984                                                   | 263                                                    | 38                                                     | 28                                                     |
| 1985                                                   | 287                                                    | 30                                                     | 72                                                     |
| 1986                                                   | 251                                                    | 44                                                     | 21                                                     |
| 1987                                                   | 276                                                    | 41                                                     | 57                                                     |
| 1988                                                   | 261                                                    | 42                                                     | 36                                                     |
| 1989                                                   | 218                                                    | 36                                                     | 33                                                     |
| 1990                                                   | 154                                                    | 38                                                     | 34                                                     |
| 1991                                                   | 224                                                    | 45                                                     | 26                                                     |
| 1992                                                   | 208                                                    | 40                                                     | 39                                                     |
| 1993                                                   | 196                                                    | 49                                                     | 31                                                     |
| 1994                                                   | 230                                                    | 34                                                     | 18                                                     |
| 1995                                                   | 196                                                    | 19                                                     | 28                                                     |
| 1996                                                   | 221                                                    | 20                                                     | 25                                                     |
| 1997                                                   | 190                                                    | 29                                                     | 19                                                     |
| 1998                                                   | 172                                                    | 26                                                     | 10                                                     |
| 1999                                                   | 284                                                    | 17                                                     | 8                                                      |
| 2000                                                   | 188                                                    | 21                                                     | 14                                                     |
| 2001                                                   | 237                                                    | 27                                                     | 20                                                     |
| 2002                                                   | 198                                                    | 21                                                     | 22                                                     |
| 2003                                                   | 190                                                    | 29                                                     | 20                                                     |
| 2004                                                   | 206                                                    | 22                                                     | 22                                                     |
| 2005                                                   | 177                                                    | 30                                                     | 26                                                     |
| 2006                                                   | 204                                                    | 35                                                     | 16                                                     |
| 2007                                                   | 313                                                    | 32                                                     | 28                                                     |
| 2008                                                   | -                                                      | -                                                      | -                                                      |
| 2009                                                   | 235                                                    | 15                                                     | 13                                                     |
| 2010                                                   | -                                                      | -                                                      | -                                                      |
| 2011                                                   | -                                                      | -                                                      | -                                                      |
| 2012                                                   | 198                                                    | 33                                                     | 22                                                     |
| 2013                                                   | 222                                                    | 11                                                     | 29                                                     |
| 2014                                                   | 213                                                    | 20                                                     | 15                                                     |
| 2015                                                   | 294                                                    | 73                                                     | 58                                                     |
| 2016                                                   | 373                                                    | 56                                                     | 55                                                     |
| 2017                                                   | 258                                                    | 81                                                     | 53                                                     |
| 2018                                                   | 280                                                    | 70                                                     | 51                                                     |
| 2019                                                   | 280                                                    | 73                                                     | 66                                                     |
| 2020                                                   | 170                                                    | 59                                                     | 58                                                     |
| 2021                                                   | -                                                      | -                                                      | -                                                      |
| 2022                                                   | 435                                                    | 113                                                    | 117                                                    |
| 2023                                                   | 347                                                    | 69                                                     | 46                                                     |
| 2024                                                   | 319                                                    | 71                                                     | 57                                                     |